# Rodrigo Villalba Mosquera
Rodrigo Villaba Mosquera (Rivera, Huila, 2 de septiembre de 1951) es un político colombiano.

## Carrera política
Era un abogado egresado de la Sede Principal de la Universidad Libre (Colombia), especializado en Ciencias Políticas y Derecho Administrativo. Miembro del Partido Liberal Colombiano, fue Juez 3º Penal Municipal de Garzón en 1981, Alcalde de Rivera (Huila) entre 1982 y 1983 y Secretario Privado de la Gobernación del Huila entre 1984 y 1985. En 1987 asumió como alcalde de Neiva y un año después fue designado secretario general del Ministerio de Agricultura, renunciando para aspirar a la Cámara de Representantes, en la que ocupó un escaño entre 1990 y 1994.
Entre 1994 y 1998 fue senador, pero falló en su intento de renovar el escaño. En las elecciones presidenciales de 1998 fue uno de los disidentes liberales que apoyó a Andrés Pastrana, quien lo nombró gerente general del Instituto Colombiano de la Reforma Agraria, INCORA (1998-1999) y Ministro de Agricultura (1999-2002). Fue elegido Gobernador del Huila para el periodo 2004-2007, consolidando un importante poder político en su región, que lo llevó de nuevo al Senado tras las elecciones de 2010.